# アナクシダモス
アナクシダモス（希: Αναξιδαμος、ラテン文字転記：Anaxidamos、在位：紀元前645年 – 紀元前625年）はエウリュポン朝のスパルタ王である。
先王ゼウクシデモスの子であり、次代の王アルキダモス1世の父である。アナクシダモスはアギス朝の王アナクサンドロスと同時代の王であり、アナクサンドロスと共に第二次メッセニア戦争を戦った。

## 註
1. ↑  パウサニアス, III, 7, 6